# Massimo Masini
Massimo Masini (Montecatini Terme, 9 maggio 1945) è un ex cestista e allenatore di pallacanestro italiano.
Ha vestito la maglia della nazionale italiana per una decina d'anni ed è stato tra i cestisti dell'Olimpia Milano che hanno vinto quattro campionati italiani e tre coppe europee.
Dal 2011 fa parte dell'Italia Basket Hall of Fame.

## Carriera

### Carriera da giocatore

#### Club
Veste la maglia dell'Olimpia Milano dal 1963-64 al 1973-74. Ha vinto quattro scudetti, una Coppa dei Campioni e due Coppe Saporta.
Nella stagione 1974-75 difende i colori del Brina Rieti sempre in serie A.
Ha chiuso la carriera con la maglia della Fernet Tonic Bologna e con un biennio alla Postalmobili Pordenone, in Serie A2.
Ha segnato un totale di 4.992 punti nella massima serie.

#### Nazionale
Masini ha giocato in nazionale tra gli anni sessanta e i settanta, partecipando agli Europei 1963, 1965, 1967, 1969 e 1971, al Mondiale 1970 e alle Olimpiadi 1964, 1968 e 1972.
Con la maglia azzurra ha vinto i IV Giochi del Mediterraneo disputati a Napoli nel 1963
Ha esordito il 3 maggio 1963 a Roma in Italia-Svizzera 90-57 e in totale ha disputato 179 gare, segnando 1852 punti.

### Carriera da allenatore
Nel 1986-87 ha esordito sulla panchina della Panapesca Montecatini, in Serie B d'Eccellenza, vincendo subito il torneo. Al termine della seconda stagione in Serie A2, ha ottenuto un'altra promozione, questa volta nella massima serie. La sua esperienza con Montecatini si conclude tuttavia nel marzo 1990, quando viene sostituito da Marcello Billeri.
Anche la sua esperienza sulla panchina della Billy Desio si conclude anzitempo: a gennaio 1991 viene sostituito da Massimo Meneguzzo. La sua ultima esperienza in A2 è di appena un mese, ancora con lo Sporting Club Montecatini, nel 1997-98, quando sostituisce Stefano Tommei e viene poi rimpiazzato da Rudy D'Amico.

## Statistiche

### Presenze e punti nei club
Statistiche aggiornate al 3 dicembre 2008
| Stagione        | Squadra                | Competizione    | Partite | Partite | Partite | Statistiche tiro | Statistiche tiro | Statistiche tiro | Altre statistiche | Altre statistiche | Altre statistiche | Altre statistiche | Altre statistiche |
| Stagione        | Squadra                | Competizione    | Pres.   | Titol.  | Minuti  | Tiri da 2        | Tiri da 3        | Liberi           | Rimb.             | Assist            | Rubate            | Stopp.            | Punti             |
| --------------- | ---------------------- | --------------- | ------- | ------- | ------- | ---------------- | ---------------- | ---------------- | ----------------- | ----------------- | ----------------- | ----------------- | ----------------- |
| 1976-1977       | Fernet Tonic Bologna   | Serie A2        | 32      |         |         | 92/154           |                  | 15/32            | 93                | 7                 | 22                | 11                | 199               |
| 1978-1979       | Postalmobili Pordenone | Serie A2        | 26      |         | 502     | 67/112           |                  | 28/40            | 99                | 3                 | 13                | 7                 | 162               |
| 1979-1980       | Postalmobili Pordenone | Serie A2        | 25      |         | 446     | 71/125           |                  | 18/39            | 78                | 4                 | 20                | 4                 | 160               |
| Totale carriera | Totale carriera        | Totale carriera | 83      |         | 948     | 227/391          |                  | 61/111           | 270               | 14                | 55                | 22                | 521               |

## Palmarès
- Coppa dei Campioni: 1

Olimpia Milano: 1965-66
- Coppa delle Coppe: 2

Olimpia Milano: 1970-71, 1971-72
- Campionato italiano: 4

Olimpia Milano: 1964-65, 1965-66, 1966-67, 1971-72
- Coppa Italia: 1

Olimpia Milano: 1972
- Promozioni in Serie A1: 1

S.C. Montecatini: 1988-89
- Promozioni in Serie A2: 1

S.C. Montecatini: 1986-87